# Steubenstraße 18 (Mönchengladbach)

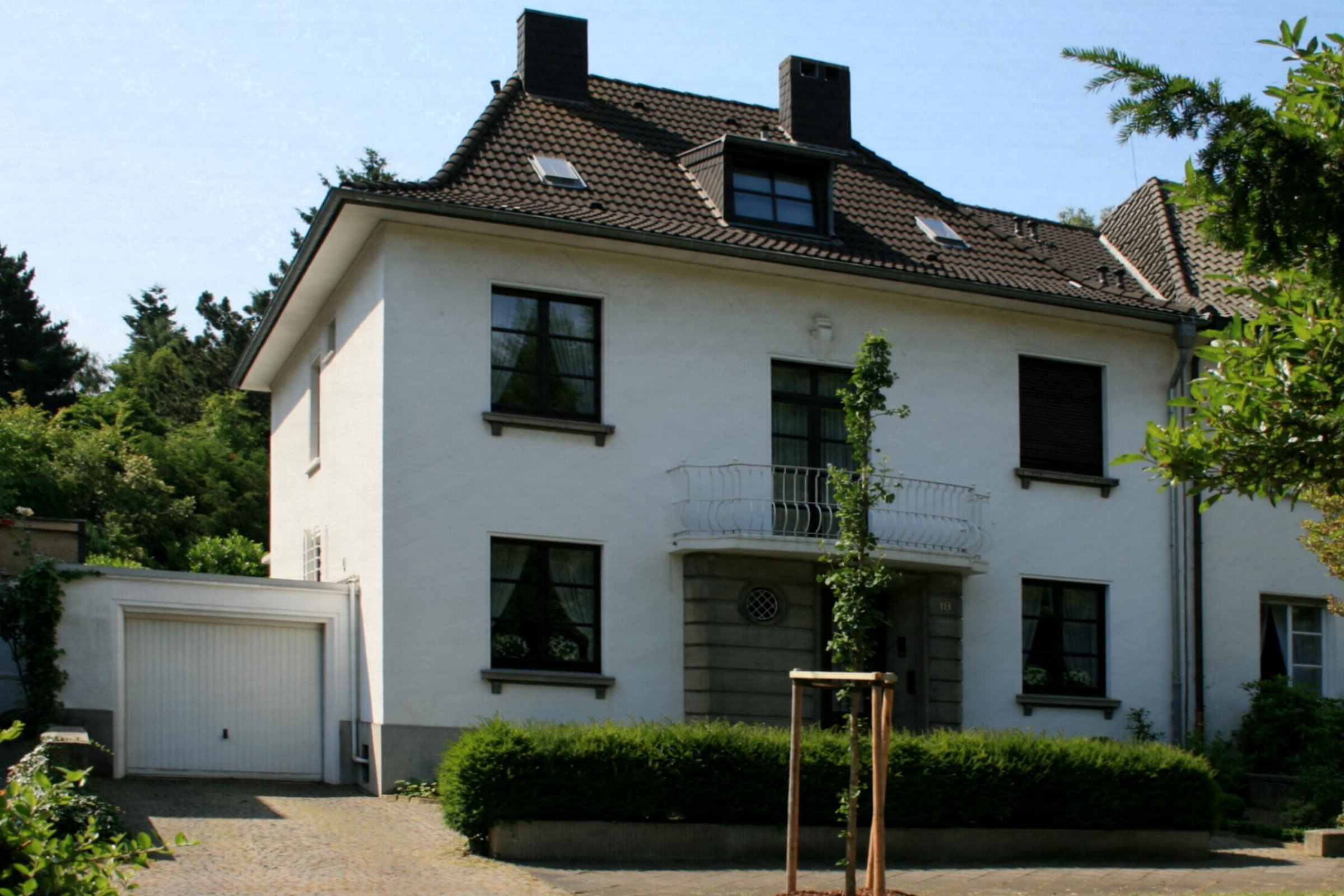
Wohnhaus (2010)

Das Wohnhaus Steubenstraße 18 steht im Stadtteil Grenzlandstadion in Mönchengladbach (Nordrhein-Westfalen).
Das Gebäude wurde 1934 erbaut und unter Nr. St 012 am 2. Juni 1987 in die Denkmalliste der Stadt Mönchengladbach eingetragen.

## Lage
Die Steubenstraße wurde in den 1930er Jahren angelegt. Sie verbindet die Brucknerallee und die Gartenstraße. 

## Architektur
Die zweigeschossige Halbvilla mit Walmdach wurde 1934 errichtet. Im Zusammenhang mit den Bauten des umgebenden Wohngebietes übernimmt das qualitätsvolle Wohnhaus eine wichtige Funktion und ist als ein charakteristisches Beispiel traditioneller Bauweise der 1930er Jahre schützenswert.